# Хрящева, Нина Петровна
{{Учёный
| имя                  = Хрящева Нина Петровна
| оригинал имени       =
| изображение          =
| ширина               =
| описание изображения =
| место рождения       =
| место смерти         =
| научная сфера        = литературоведение, философия, творчество Андрея Платонова
| место работы         = Уральский государственный педагогический университет
| альма-матер          = БашГУ (ныне Уфимский университет науки и технологий)
| учёная степень      = {{|доктор|филологических наук}}
| учёное звание       = профессор
| научный руководитель = Наум Лазаревич Лейдерман
}}
Нина Петровна Хрящева (род. 6 августа 1951 года) — советский и российский литературовед, доктор филологических наук, профессор Уральского государственного педагогического университета.

## Биография
Окончила филологический факультет Башкирского государственного университета (ныне Уфимский университет науки и технологий).
В 1979 году поступила в аспирантуру при кафедре советской литературы. В 1982 году защитила кандидатскую диссертацию на тему «Поэтика Е. И. Носова: принципы воссоздания национального бытия». Научный руководитель — профессор БГУ В. С. Синенко.
В 1999 году защитила докторскую диссертацию на тему: «„Кипящая Вселенная“ Андрея Платонова: динамика образотворчества и миропостижения в сочинениях 20-х годов» (науч. консультант — проф. Н. Л. Лейдерман). В 2001 году получила приглашение работать на кафедре современной русской литературы Уральского государственного педагогического университета, где и продолжается работа в настоящее время.
Нина Петровна является членом двух ученых советов (Уральский государственный педагогический университет, Удмуртский государственный университет), зам. редактора научного журнала «Филологический класс».

## Научная деятельность

### Область научных интересов
Изучение творчества А. П. Платонова, проблемы современной прозы, методологи и методики анализа литературного текста. Является автором более 100 научных работ, среди которых — 3 монографии.

### Преподавательская работа
Н. П. Хрящева читает курсы по истории русской литературы и литературоведению, а также спецкурсы «Творчество Андрея Платонова» и «Академические школы». Осуществляет руководство над студенческими курсовыми и дипломными работами, а также над магистерскими выпускными квалификационными работами. Под её руководством успешно защитились 3 аспиранта.

### Труды

#### Монографии
- «Кипящая Вселенная» Андрея Платонова: динамика образотворчества и миропостижения в сочинениях 20-х годов / Екатеринбург. Стерлитамак: Урал. гос. пед. ун-т: Стерлитамак. гос. пед. ин-т, 1998. — 323 с.
- Голоса серебряного века. Сборник материалов по русской литературе для учителей-словесников и учеников старших классов. Ч. 1 / Сост. и комм. Г. Ануфриева, В. Беглова, В. Зарецкого, Н. Хрящевой; под общ. ред. И. Карпухина. / Изд-во Стерлитамак. гос. пед. ин-та. — Стерлитамак, 1992. — 242 c.
- Теория литературы: история русского и зарубежного литературоведения. Хрестоматия / М.: Флинта: Наука, 2011. — 456 с.

#### Статьи
- Повесть «Сокровенный человек». Поэтика смехового раздвоения // «Страна философов» Андрея Платонова: Проблемы творчества. — М.: ИМЛИ РАН, 2000. — Вып. 4 Юбилейный. — С. 516—522.
- Антропологическая инверсия как принцип построения художественного образа в романе А. Платонова «Чевенгур» // Русская литература XX—XXI веков.: направления и течения. — Екатеринбург, 2002. — Вып. 6. — С. 43-55.
- Рассказ «Глиняный дом в уездном саду»: Изжитое сиротство как преодоление трагедии // «Страна философов» Андрея Платонова: Проблемы творчества. М., ИМЛИ РАН, 2003. — Вып. 5 Юбилейный. — С. 271—276.
- Поэтические ритмы «обыкновенной земли» К. Паустовского // Филологический класс. — 2003. — № 9. — С. 63-67.
- Черты панегирического стиля в рассказе Саши Соколова «Тревожная куколка» // Проблемы жанра и стиля в литературе: Сб. научн. тр. / Урал. гос. пед. ун-т., Екатеринбург, 2004. — С. 253—263.
- «Тонок сон»: к поэтике снов в «Чевенгуре» // «Страна философов» Андрея Платонова: Проблемы творчества. М., ИМЛИ РАН. 2005. — Вып. 6. — С. 442—449.
- Принципы поэтизации прозы А. Платонова: парадигма «невест» в «Чевенгуре» // Русская литература XX—XXI веков: направления и течения. — Екатеринбург, 2006. — Вып. 9. — С. 121—131.
- «…Милой своей назовет…» (Пасторальные мотивы в рассказе В. П. Астафьева «Ясным ли днем») // Филологический класс. — 2008. — № 20. — С. 89-93.
- Ситуация приезда иностранцев в пьесах А. Платонова: «Шарманка», «14 Красных Избушек», «Ноев ковчег (Каиново отродье)» (гл. в кол. монографии) // Русская литература в XX веке: имена, проблемы, культурный диалог: поэтика драмы в литературе XX века / Изд. Том. ун-та. — Томск, 2009. — С. 139—162.
- «Этот запах был таким же» (Ситуация возвращения с войны в рассказах 1940-80-х годов) // Филологический класс. — 2010. — № 23. — С. 58-62.
- «Ильинский омут» К. Г. Паустовского: образ России в природном, культурном и общественном контекстах // Политическая лингвистика. Научный журнал. № 4, 2011. — С. 256—259.
- Творчество К. Г. Паустовского 1960-х годов: движение к метапрозе // Русская литература. Направления и течения. Екатеринбург, 2012. № 13.